# رمزی گیلدردیل
رمزی گیلدردیل (انگلیسی: Ramsay Gilderdale؛ زادهٔ ۵ اوت ۱۹۶۲) بازیگر و فیلم‌نامه‌نویس اهل بریتانیا است. او همچنین مدیر شرکت مودیکاسا، یک شرکت ایتالیایی متخصص در «فروش، اجارهٔ منزل برای تعطیلات و مدیریت و خدمات املاک» در داخل و اطراف مودیکا در جنوب سیسیل است. وی دانش‌آموختهٔ دانشگاه ناتینگهام است.
از فیلم‌ها یا مجموعه‌های تلویزیونی که وی در آن‌ها نقش داشته‌است، می‌توان به سرود کریسمس بلک‌ادر اشاره نمود.